# Halysidota underwoodi
Halysidota underwoodi là một loài bướm đêm thuộc phân họ Arctiinae, họ Erebidae.